# Frans Huys
Frans Huys est un graveur anversois né en 1522 et mort en 1562.

## Œuvre

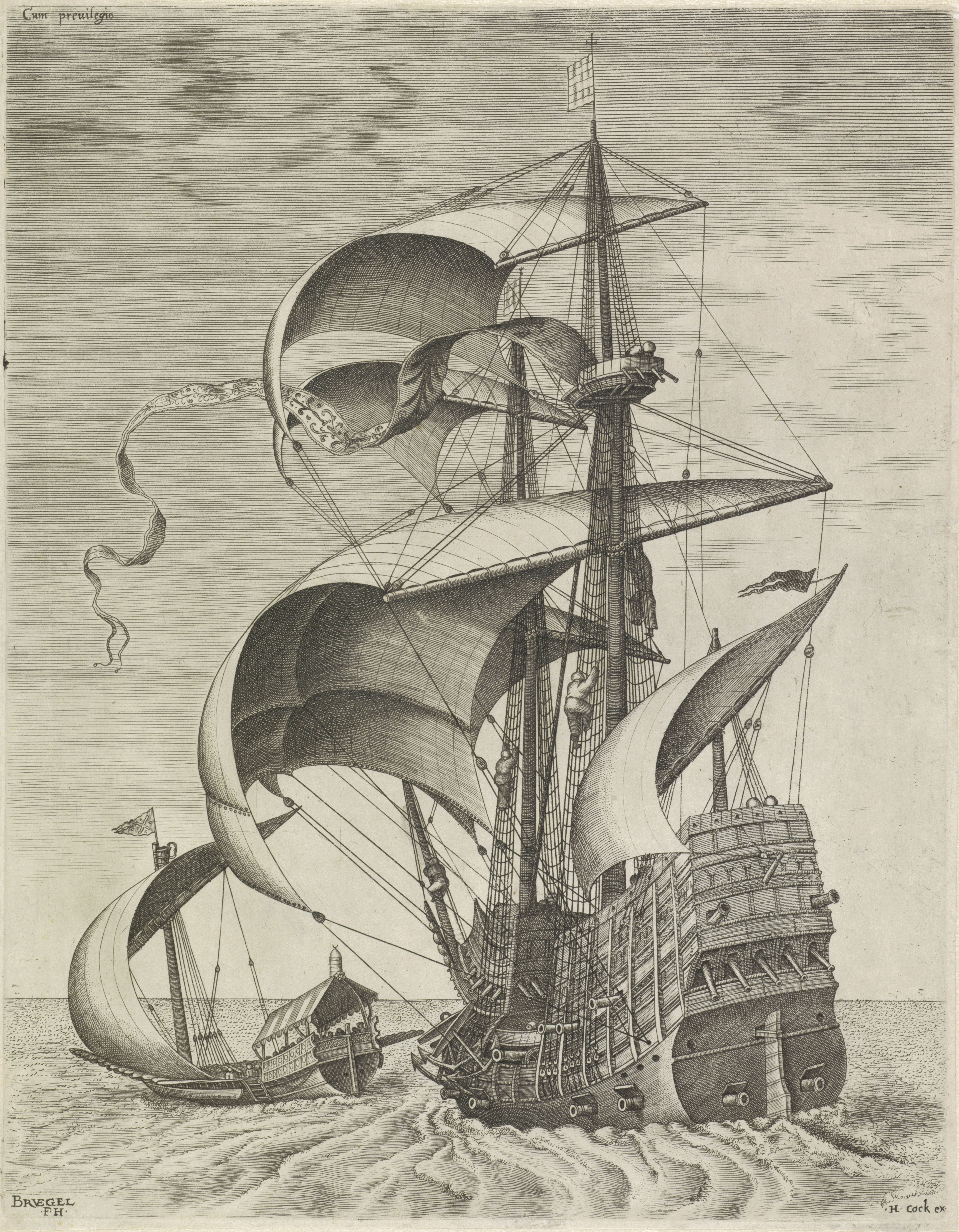
Trois mats armé en pleine mer accompagné par une Gallère, de la série Les Navires de mer, eau-forte de c. 1540 - 1560 (Rijksmuseum Amsterdam).

Représentatif de l'œuvre gravé de Pieter Brueghel l'Ancien, on lui connaît 116 estampes, dont :
- Les Grands Paysages
- Scène de Patinage devant la Porte Saint-Georges à Anvers circa 1558
- Les Navires de mer (série de dix)
  - Trois-mats armé avec Daedale et Icare dans le ciel, circa 1561-1562
  - Trois caravelles avec arion sur un Dauphin, circa 1561-1562
  - Trois mats armé près d'une Cité, circa 1561-62
  - Flottes de Galère escortée par une Caravelle, circa 1561-1562
  - Quatre-mats et deux trois-mats ancré près d'une île avec un phare, circa 1561-1562
  - Trois mats armé en pleine mer accompagné par une Gallère, circa 1561-1562
- Les Proverbes.

Son frère Pieter Huys est né à Anvers vers 1519 et décédé en 1584. Il était peintre.